# Київська школа Володимира Антоновича
Київська школа істориків Володимира Антоновича — історіографічна школа при Київському університеті. Створена у 1880-ї роках з учнів і послідовників українського вченого Володимира Антоновича. Зокрема, до неї належали такі відомі історики, як Дмитро Багалій, Петро Голубовський, Никандр Молчановський, Михайло Грушевський, Олександр Грушевський, М. Довнар-Запольський, В. Данилевич, І. Лінниченко, Дмитро Дорошенко, В.Базилевич, Наталія Полонська-Василенко, П. Смирнов, П. Іванов, Олександр Оглоблин та інші.
Як професор Київського університету Володимир Антонович протягом 1880—1890-х років провів значну роботу щодо заохочення талановитої молоді до дослідницької діяльності в галузі середньовічної історії України шляхом залучення її до участі в археографічних експедиціях, до праці в архівах, через добір за певним планом тем для конкурсних і дипломних робіт, магістерських і докторських дисертацій, рекомендації результатів їхніх наукових розробок до друку в провідних наукових виданнях — «Киевская старина», «Университетские известия» тощо. Завдяки цьому, протягом досить короткого часу вдалося здійснити низку монографічних досліджень з історії окремих регіонів та земель України й Білорусі, реалізовуючи на практиці ідею М. Костомарова про землю («область») як політичну одиницю. Саме тому київська школа спочатку характеризувалася як «обласна», хоча наукові інтереси її представників виходили далеко за межі історико-географічних досліджень. Зосереджуючись на широкому спектрі політичної і духовної історії та історії соціальних відносин, учні В. Антоновича виступили фундаторами власних шкіл, відкрили нові напрями дослідження українського минулого. Спільними для них були комплексність дослідження, ґрунтовність джерельної бази та наукового апарату розробок, глибоке проникнення в суть проблеми. Творчий доробок представників школи став неоціненним внеском у вітчизняну історіографію, даючи підстави вважати її першою національною школою досліджень історії України.